# Tropischer Sturm Arthur (2002)
Tropischer Sturm Arthur war der erste tropische Wirbelsturm der atlantischen Hurrikansaison 2002. Die Ursprünge des Sturmes gehen vermutlich auf eine absterbende Kaltfront im Golf von Mexiko zurück, die in den südöstlichen US-Bundesstaaten leichte bis mittlere Niederschläge ablud. Nach seiner Entwicklung am 14. Juli vor der Küste North Carolinas zog Arthur für die Zeitdauer seiner Existenz als tropisches System rasch nordostwärts. Es erreichte seine größte Intensität mit Windgeschwindigkeiten von 95 km/h am 16. Juli, da durch den Einflusses eines subtropischen Sturmes und kühleres Wasser die Umwandlung in einen außertropischen Sturm begann. Die Reste von Arthur zogen mit böigem Wind über Neufundland hinweg und aufgrund der starken Regenfälle ertrank dort eine Person.

## Sturmverlauf

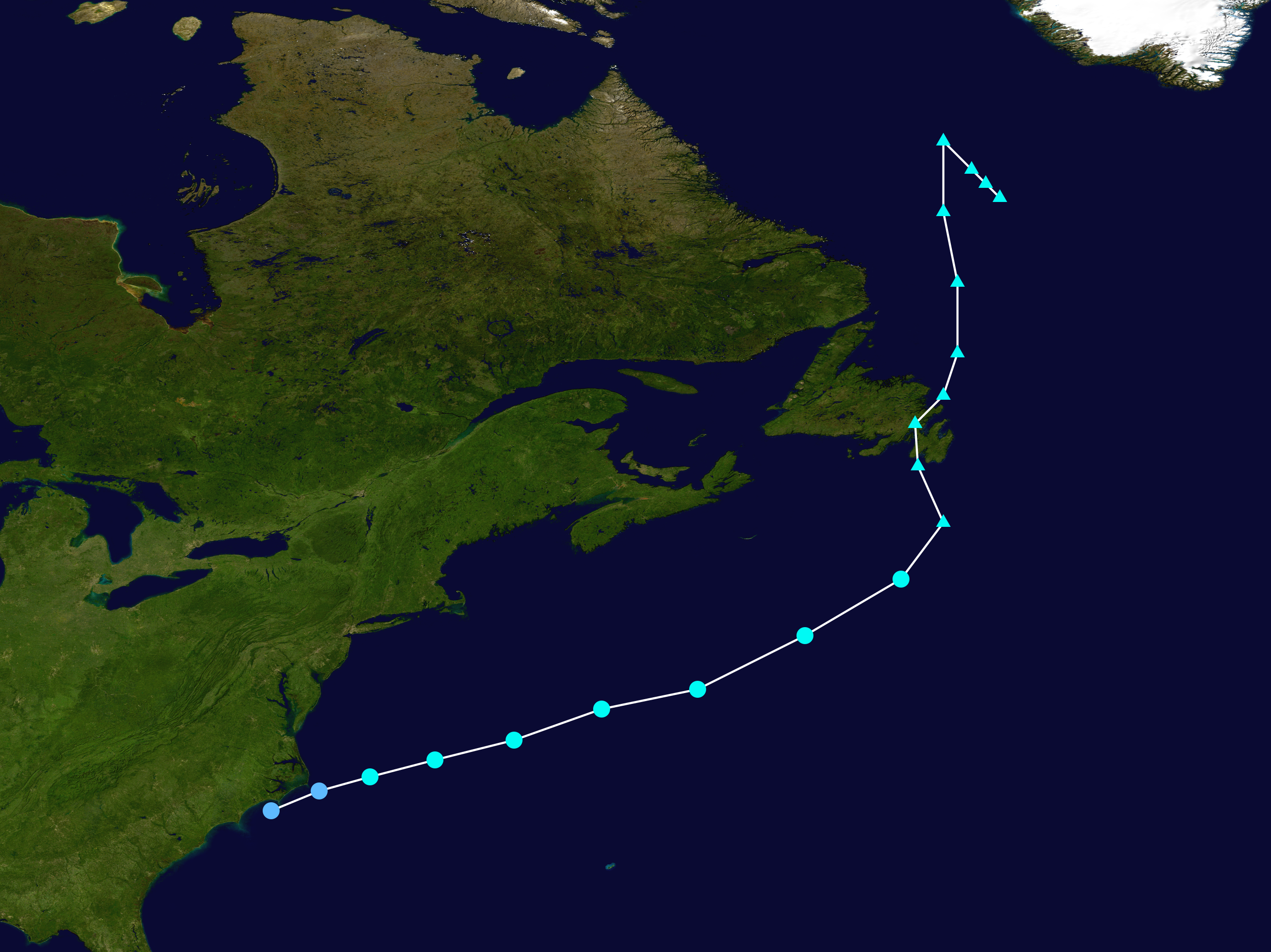
Zugbahn von Arthur

Die Ursprünge des Systems lagen vermutlich in einer absterbenden Kaltfront im nordöstlichen Golf von Mexiko. Am 9. Juli wurde eine schwache oberflächennahe Zirkulation  beobachtet, die im Zusammenhang mit einem weitgezogenen Tiefdruckgebiet stand. Obwohl in der Region allgemein ein hoher Oberflächenluftdruck herrschte, waren die Windscherungen in der Höhe für eine langsame Zyklogenese günstig. Das System zog langsam nord-nordwestwärts und entwickelte sich trotz der beschränkten und schlecht ausgebildeten Gewittertätigkeit.
Bis zum 11. Juli verhinderten trockene Luft und ungünstige Scherwinde die Bildung einer Konvektion in der Nähe des Sturmzentrums. Das Tief streckte sich, obwohl sich am 12. Juli die Konvektion mehr zentrierte, als das System eine Trift in nordöstlicher Richtung einleitete. Ein sich annähernder Trog in mittlerer Höhe zwang das System zur Erhöhung der Zuggeschwindigkeit über den Florida Panhandle hinweg, wobei die Gewitteraktivität rasch nachließ. Am 13. Juli erwarteten die Meteorologen, dass das System durch den Trog absorbiert werden würde. Allerdings gelangte das Tiefdruckgebiet früh am 14. Juli in den westlichen Atlantischen Ozean vor North Carolina und danach verbesserte sich die Konvektion, sodass sich das System besser organisierte. Sowohl Zirkulation als auch Konvektion wurden deutlicher erkennbar und das National Hurricane Center vermutete, dass das System sich in das Tropische Tiefdruckgebiet Eins entwickelt hatte, etwa 75 km westsüdwestlich von Cape Hatteras.
Nach der Entwicklung zu einem tropischen Wirbelsturm zog das System rasch in ostnordöstlicher Richtung, dank eines stärker werdenden Tiefdruckgebietes südlich der Seeprovinzen. Arthur behielt eine gute Ausströmung in der Höhe bei und seine Zugbahn über dem Golfstrom erlaubte eine ständige Intensivierung. Früh am 15. Juli nahm die Konvektion im Zentrum zu und bildete ein Regenband südwestlich des Zentrums aus; als Ergebnis erfolgte die Aufstufung des tropischen Tiefdruckgebietes zum Tropischen Sturm Arthur. Nachdem Arthur sich weiter kontinuierlich intensivierte, erreicht der Sturm in der Frühe des 16. Juli etwa 790 km südsüdöstlich von Halifax, Nova Scotia seine größte Stärke mit Windgeschwindigkeiten von 95 km/h. Bis dahin hatte sich die Konvektion über dem Zentrum gut organisieren können, trotz leichter westlicher Windscherung. Anschließend wurde das Zentrum vom Gebiet mit der stärksten Konvektion getrennt und Arthur begann mit dem Übergang in eine außertropische Zyklone, als er seine größte Intensität aufwies. Der Sturm drehte nordwärts um das größere Tiefdruckgebiet in mittlerer Höhe herum und am 17. Juli schloss der Sturm die Transition in ein außertropisches System ab. Kurz darauf überquerte das extratropische Resttief den Osten von Neufundland. Am 19. Juli gerieten die Überbleibsel in eine südöstliche Strömung zwischen Neufundland und Grönland und am späten Abend gingen die Spitzenwindgeschwindigkeiten unter Sturmstärke zurück.

## Auswirkungen

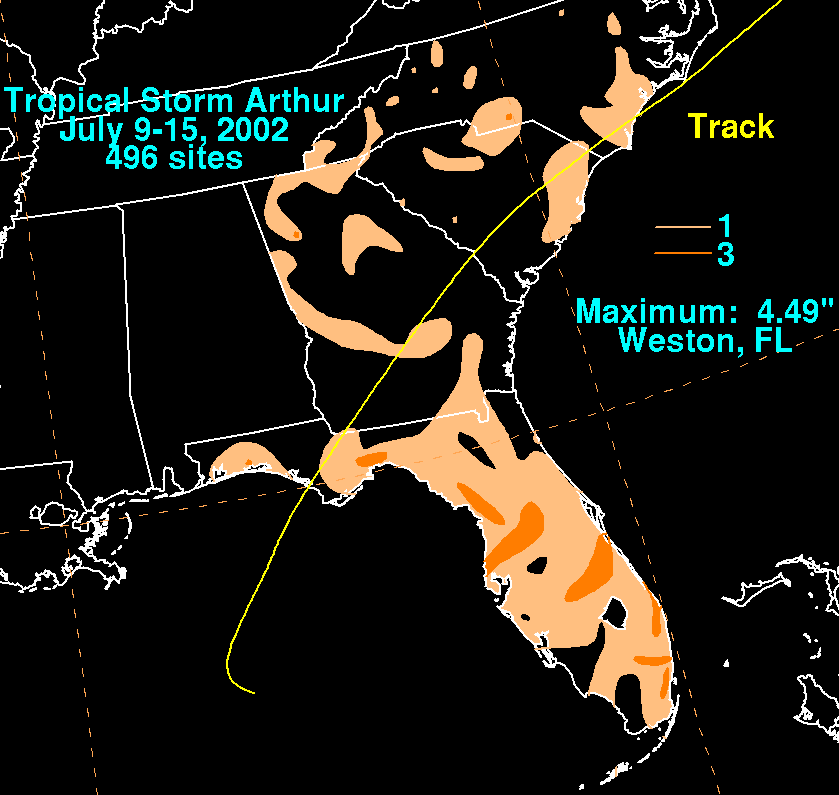
Niederschlagsmengen für den Tropischen Sturm Arthur

Die vorangehende tropische Störung hinterließ in Florida, Georgia und South Carolina teilweise kräftige Niederschläge, deren Höchstwert mit 114 mm in Weston, Florida. Das System brachte verbreitet Niederschläge nach North Carolina, die sich auf 25–75 mm summierten. Am 16. Juli zog Arthur nördlich an Bermuda vorbei, wo die Regenfälle sich durch den Sturm mit 14,5 mm moderat waren. Als außertropischer Sturm erzeugte Arthur in Neufundland Sturmböen und gemäßigte Niederschläge, die in der Größenordnung von 25 mm lagen. Eine Person ertrank infolge des Sturmes im Conne River.
Fünf Schiffe meldeten im Zusammenhang mit Arthur Winde in der Stärke eines tropischen Sturmes, davon zwei, als dieser bereits außertropisch war. In der Frühe des 16. Juli meldete ein Schiff mit dem Rufzeichen Weston andauernde Winde von 80 km/h aus südsüdwestlicher Richtung, was der stärkste von einem Schiff gemeldete Wert war. Als sich der Sturm außertropisch Kanada näherte, meldete eine Messboje achtminütige Windgeschwindigkeiten von 70 km/h sowie Böen von 95 km/h.
Da der von Arthur verursachte Schaden minimal war, wurde der Name von der World Meteorological Organization nicht von der Liste der Namen tropischer Wirbelstürme gestrichen und wurde während der atlantischen Hurrikansaison 2008 wieder verwendet.